# Сребреник
Сребреник је градско насеље и сједиште истоимене јединице локалне самоуправе које се налази у Тузланском басену у долини ријеке Тиње, на прузи и путу Брчко – Тузла – Сарајево. Развио се испод истоимене утврде у којој се једно вријеме током XIV века налазила престоница бановине Босне. Према прелиминарним подацима пописа становништва 2013. године, у Сребренику је пописано 7.163 лица.

## Историја
Сребреник се у историји први пут помиње године 1333. Први писани документ о постојању овог древног града јесте повеља Стефана II Котроманића којом он, као босански бан, Дубровачкој републици уступа Стон и Рат, отварајући трговинске путеве Дубровника са Босном. У то вријеме Сребреник је био и престоница средњовековне Босне којом су владали Котроманићи, утемељивши њене најпространије границе. Босна се тада простирала од Саве на сјеверу, Задра и Книна на западу и Херцег Новог на југоистоку. Угарски краљ Матија Корвин у октобру 1464. продире са војском у сјевероисточну Босну и заузима Сребреник. Од освојених крајева формира Сребреничку бановину, коју уређује по строгим војничким принципима. За заповедника Бановине поставља хрватског великаша Николу Илочког.

## Географија
Сребреник се налази у долини ријеке Тиње, на прузи и путу Брчко – Тузла – Сарајево. Просјечна надморска висина је 199 метара, површина општине је 249 km². На том подручју је 1991. године живјело 40.796 становника. Општина Сребреник окружена је планинским масивима Мајевице и Требаве који се спуштају у пространу равницу кроз коју од југа према сјеверу протиче ријека Тиња. Становништво Сребреника и околних насеља бави се, углавном, ратарством, воћарством и сточарством.

## Становништво

### Национални састав
|                      | 2013.          | 1991.           | 1981.           | 1971.           |
| Укупно               | 6 694 (100,0%) | 5 304 (100,0%)  | 4 149 (100,0%)  | 2 172 (100,0%)  |
| Бошњаци              | 6 228 (93,04%) | 4 532 (85,44%)1 | 3 625 (87,37%)1 | 2 023 (93,14%)1 |
| Босанци              | 139 (2,076%)   | –               | –               | –               |
| Хрвати               | 90 (1,344%)    | 87 (1,640%)     | 69 (1,663%)     | 31 (1,427%)     |
| Неизјашњени          | 57 (0,852%)    | –               | –               | –               |
| Босанци и Херцеговци | 45 (0,672%)    | –               | –               | –               |
| Срби                 | 42 (0,627%)    | 172 (3,243%)    | 147 (3,543%)    | 80 (3,683%)     |
| Муслимани            | 31 (0,463%)    | –               | –               | –               |
| Албанци              | 22 (0,329%)    | –               | 15 (0,362%)     | –               |
| Остали               | 22 (0,329%)    | 162 (3,054%)    | 16 (0,386%)     | 17 (0,783%)     |
| Турци                | 7 (0,105%)     | –               | –               | –               |
| Непознато            | 6 (0,090%)     | –               | –               | –               |
| Роми                 | 2 (0,030%)     | –               | –               | –               |
| Југословени          | 1 (0,015%)     | 351 (6,618%)    | 257 (6,194%)    | 15 (0,691%)     |
| Македонци            | 1 (0,015%)     | –               | 2 (0,048%)      | –               |
| Православци          | 1 (0,015%)     | –               | –               | –               |
| Црногорци            | –              | –               | 18 (0,434%)     | 6 (0,276%)      |

1. 1 На пописима од 1971. до 1991. Бошњаци су пописивани углавном као Муслимани.